# Torre Picasso

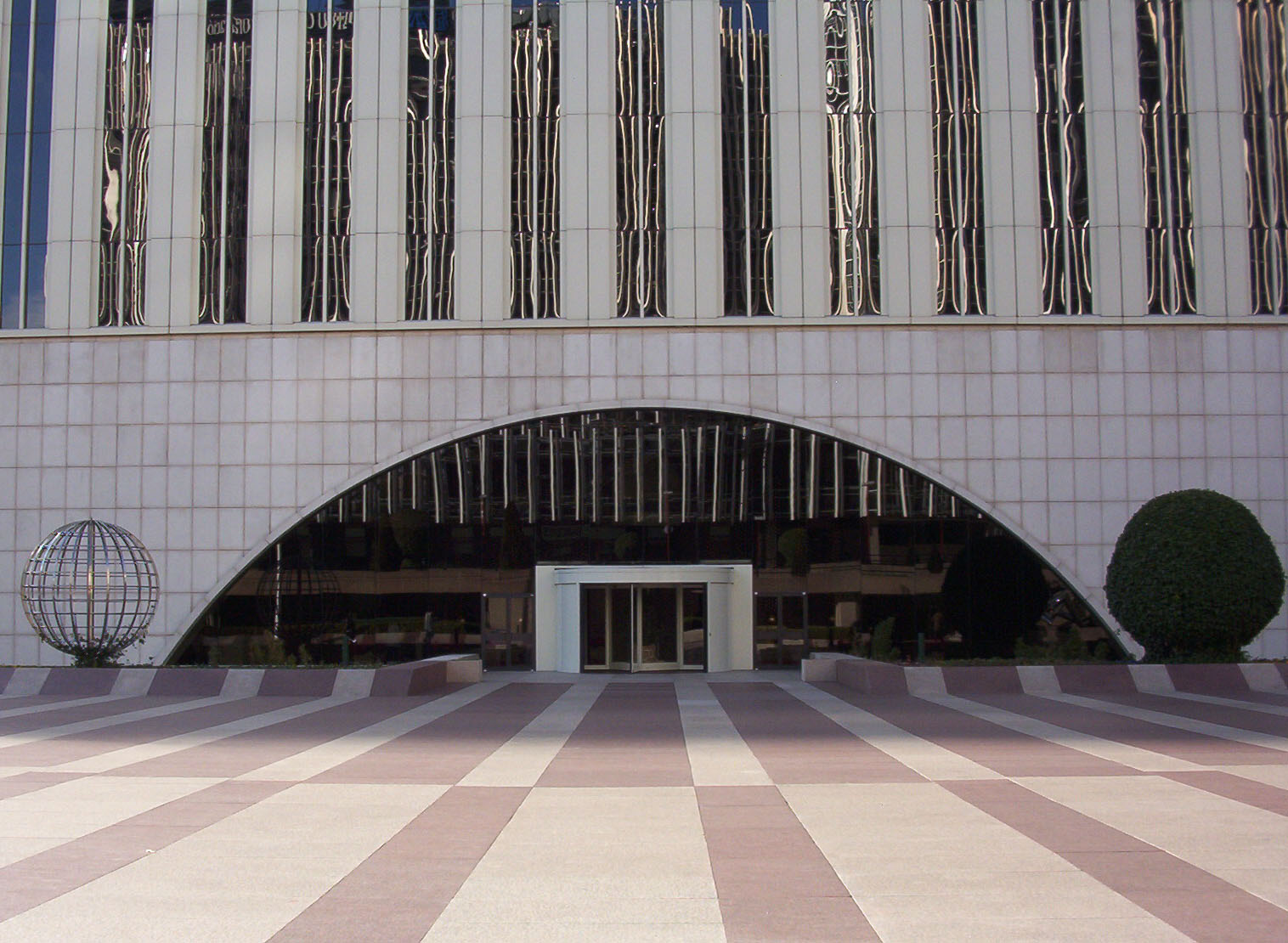
Arco di ingresso all'edificio.

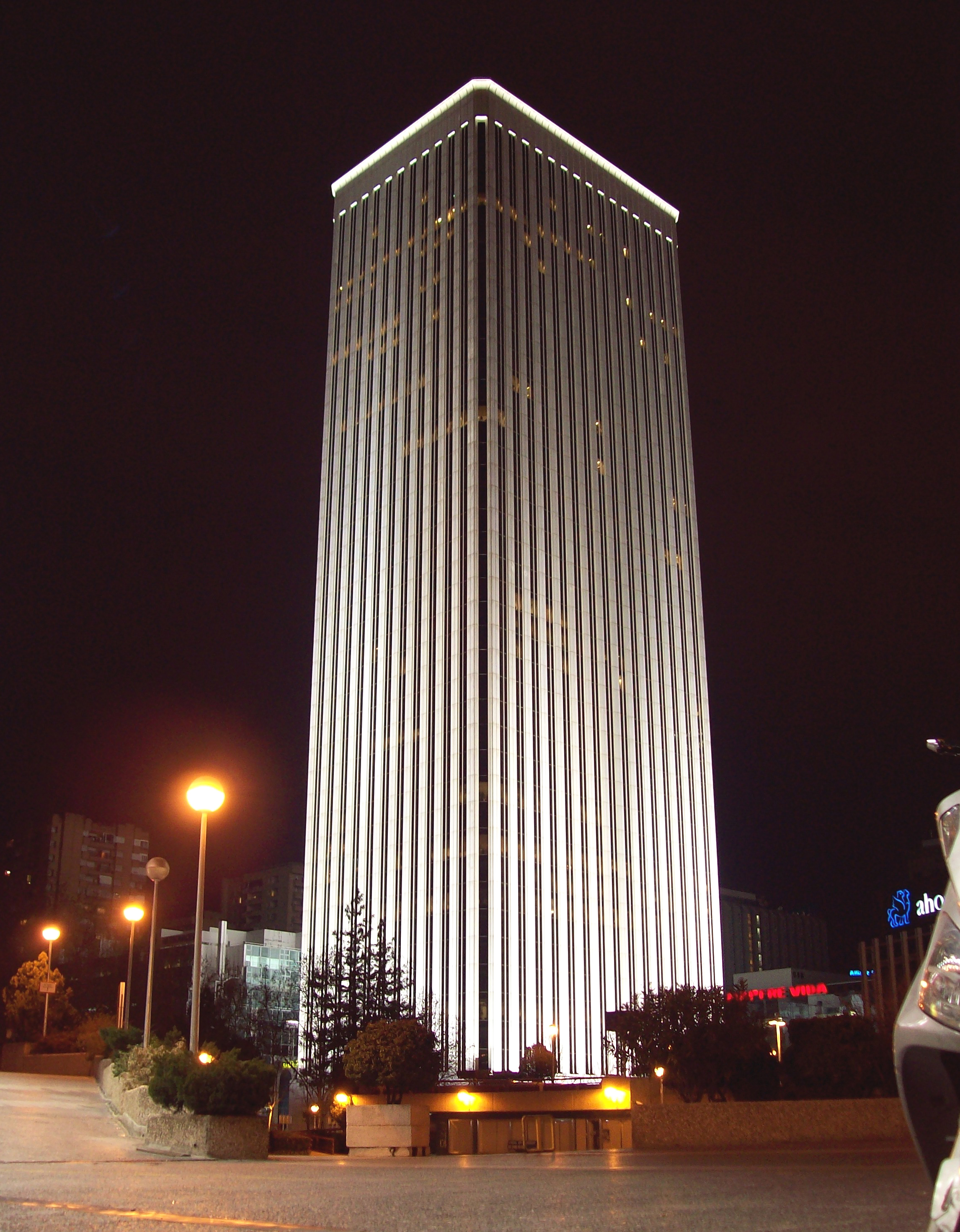
Vista notturna.

La Torre Picasso è un grattacielo che si trova a Madrid in plaza Pablo Ruiz Picasso, nel complesso commerciale AZCA, nei pressi del Paseo de la Castellana nel cuore finanziario della capitale spagnola.

## Storia
La torre fu progettata dall'architetto statunitense di origine giapponese Minoru Yamasaki, lo stesso progettista del World Trade Center di New York, in collaborazione con l'équipe spagnola diretta da Jordi Mir Valls e Rafael Coll Pujol. Il progetto della torre ebbe inizio nel 1974, ma la sua costruzione solo verso la fine del 1982, mentre l'inaugurazione avvenne nel dicembre del 1988. 
Al momento del suo completamento, con i suoi 157 metri di altezza, era il grattacielo più alto di Spagna.

## Caratteristiche
Una caratteristica determinante della Torre Picasso è il suo ampio arco di ingresso, che sostiene tutta la facciata del complesso, tramite una struttura sotterranea in acciaio che fa da rinforzo. Il vuoto situato sotto l'arco è occupato da uno speciale cristallo di sicurezza chiamato STADIP (lo stesso usato nella Torre Agbar di Barcellona).
La Torre Picasso è un calco della Rainier Tower di Seattle disegnata anch'essa da Minoru Yamasaki. L'edificio statunitense possiede un fusto sopra il quale si eleva il resto del corpo della torre, le stesse linee snelle a rifiniture bianche della torre madrilena, costruita 11 anni più tardi.
Nel dicembre del 2011 la torre venne acquisita per 400 milioni di euro da Pontegade immobiliaria dell'impresario Amancio Ortega (fondatore e presidente di Inditex) Amancio Ortega.

## Minacce di terrorismo
L'organizzazione terroristica ETA confermò nel 2002 che aveva pianificato di distruggere questo grattacielo con 1.700 kg di esplosivo caricati in due furgoni intercettati alla fine del 1999 vicino a Calatayud dalla Guardia Civil (il primo il 21 dicembre e il secondo il giorno dopo) e abbandonati non lontano dalla torre; un episodio conosciuto come “la caravana de la muerte”.

## Sogecable
Tra gli anni 1990-2002, fu la sede della filiale del Grupo PRISA Sogecable, che servì da redazione per diversi canali televisivi nazionali e internazionali, tra cui Canal+ e la CNN+.

## Nel cinema
Nel 1997 la Torre Picasso funse da scenario per il film spagnolo Abre los ojos (1997) del regista Alejandro Amenábar.

## Controversie
È severamente proibito fare fotografie della torre o a qualsiasi altra costruzione all'interno del perimetro della proprietà. Le guardie di sicurezza impongono il divieto a chiunque vedono con una macchina fotografica, sia per motivi di sicurezza che per immagine.